# دون بروير
دون بروير (بالإنجليزية: Don Brewer)‏ هو ملحن وموسيقي ومغني أمريكي، ولد في 3 سبتمبر 1948 في فلينت في الولايات المتحدة.

## وصلات خارجية
- الموقع الرسمي
- دون بروير على موقع IMDb (الإنجليزية)
- دون بروير على موقع ميوزك برينز (الإنجليزية)
- دون بروير على موقع أول ميوزيك (الإنجليزية)
- دون بروير على موقع ديسكوغز (الإنجليزية)